# 남성애와 여성애
남성애(男性愛, 영어: Androsexuality)와 여성애(女性愛, 영어: Gynesexuality)는 행동과학에서 성적 지향을 나타내기 위해 동성애와 이성애 개념 대신 사용하는 용어로, 트랜스젠더나 간성, 논바이너리나 이외 젠더퀴어인 사람에게도 모호함을 피할 수 있는 용어이다. 남성애는 남성에게 성적 끌림을, 여성애는 여성에게 성적 끌림을 느끼는 성적 지향이다. 예를 들어 게이 남성과 이성애자 여성은 남성애자이고, 레즈비언 여성과 이성애자 남성은 여성애자이다. 양성애자일 경우 모두 해당된다.

## 성 정체성과 표현
남성애와 여성애라는 용어는 1980년대에 심리학자 론 랭그빈에 의해 제안되고 대중화 되었다. 심리학자 스티븐 T. Wegener는 개인의 성별 정체성이나 복장에 관계없이 선호하는 파트너의 유형을 나타내기 위해 남성애와 여성애라는 용어를 제안하였다. 
정신과 의사 아닐 아그라왈은 용어집에서 이 용어가 유용한 이유를 설명하였다. 이 용어는 산모 성애와 함께 트랜스남성과 트랜스여성의 성적 성향을 특징짓는 엄청난 어려움을 극복하기 위해 필요하다고 한다. 예를 들어 남성에게 성적인 매력을 느끼는 트랜스남성이 이성애자 여성인지 동성애자 남성인지, 여성에 성적인 매력을 느끼는 트랜스여성이 이성애자 남성인지 동성애자 여성인지를 결정하는 것은 어렵다. 그것들을 분류하려는 어떠한 시도도 혼란을 야기할 뿐만 아니라 영향을 받은 대상자들 사이에 불쾌감을 불러일으킬 수 있기 때문에, 성적 매력을 정의하면서 대상의 성별이나 성별보다는 매력의 대상에 초점을 맞추는 것이 최선이라고 설명한다.

## 같이 보기
- 트랜스팬
- 여성성
- 젠더 블라인드
- 젠더표현
- 성 중립성
- 남성성
- 범성애
- 퀴어
- 로맨틱 지향
- 성적 정체성
- 섹슈얼리티
- 톰보이
- 트랜스젠더의 성